# 136-та окрема мотострілецька бригада (РФ)
136-та окрема гвардійська мотострілецька Умансько-Берлінська Червоного прапора орденів Суворова, Кутузова і Богдана Хмельницького бригада (136 ОМСБр, в/ч 63354) — механізоване тактичне формування Збройних сил Російської Федерації Південного військового округу 58-ї загальновійськової армії.

## Дислокація
Військова частина 63354 має 3 дислокації: м. Буйнакськ, с. Герей-Авлак та с. Ботліх в Республіці Дагестан.

## Історія
136-та бригада сформована в Буйнакську у грудні 1993 року. На початку 1997 р. бригада, разом з 204-м механізованим полком, переформовані в 136-ту гвардійську ОМСБр, якій передали нагороди і бойовий прапор 204-го полку.

### Перша чеченська війна
7 червня 1995 року в бригаді був створений зведений окремий мотострілецький батальйон та відправлений до Чеченської республіки із завданням роззброєння чеченських сил. Виконання бойової задачі тривало до 8 серпня 1995 року.
21 травня 1996 року в бою в районі населеного пункту Бамут загинули 16 військовослужбовців бригади
В 1997 році, 21-22 грудня угрупуванням Хаттаба була скоєна атака на розташування частини.

### Друга чеченська війна
10 серпня 1999 року посилений 696-й мотострілецький батальйон бригади вийшов на виконання завдання із встановлення контролю над Ботліхським районом, що був зайнятий чеченськими силами. Основним напрямом для удару 136 ОМСБр були селища Тандо, Рахата, Ансалта із виходом на перевал Харамі і його подальшим утриманням, а також закриття доріг на адміністративному Чечено-Дагестанському кордоні. За час бойових дій загинуло 36 військовослужбовців: 5 офіцерів, 8 сержантів, 23 солдати.
4 вересня 1999 року стався теракт в Буйнакську, скерований проти родин військовослужбовців. П'ятиповерховий житловий будинок був повністю зруйнований. Загинуло 64 осіб, в тому числі 23 дитини, поранено 146 осіб.
В 2010 році був скоєний теракт на полігоні рос. «Дальний» в Буйнакську. Смертник в начиненому вибухівкою автомобілі «Жигулі» зміг прорватись до наметового містечка військовослужбовців. Загинуло четверо осіб.

### Російсько-українська війна
У бойових діях брали участь танкові з'єднання бригади, озброєні танками Т-90А.
У серпні 2014 року підрозділи 136 ОМСБр брали участь у боях за Луганський аеропорт разом з такими з'єднаннями Збройних сил РФ: 35 ОМСБр, 74 ОМСБр, 200 ОМСБр, 104 ДШП та 234 ДШП. Про участь танків Т-90 у боях за Луганський аеропорт засвідчив майор Збройних сил України Вадим Сухаревський, на той час десантник 80-ї аеромобільної бригади.
Віталій Маракасов, військовослужбовець 136-ї бригади, сфотографував колону танків Т-90, і сам сфотографувався неподалік розв'язки об'їзного шосе Луганська, на 10 км південніше Луганська біля села Тернового. Колона танків Т-90 була зафіксована на марші на трасі М04 між селами Придорожне і Новоганнівка під Луганськом.  25 серпня 2014 року колона танків Т-90А бригади, а також БМП-2 і десантні БМД-2, була знята на відео під Новосвітлівкою. Бойовик ЛНР Сергій Струтинський сфотографувався поряд з танками Т-90 бригади безпосередньо перед Луганським аеропортом.
Окрім Віталія Маракасова, спільнота Інформнапалм ідентифікувала військовослужбовців 136-ї бригади, танкістів Т-90 з колективних фото, що брали участь у боях на Донбасі: Петро Жолудєв, Олексій Резун, Михайло Лебедєв, Доржу-Белек Байірович Балдан, Михайло Неклейонов, Михайло Чічак. 
Підрозділи бригади у боях на Донбасі підтримувала артилерія бригади на САУ «Акація».
Колона артилерії 136 ОМСБр була зафіксована на відео у Новосвітлівці. Припускається, що на супутниковому знімку Google Earth від 31 серпня 2014 року можна побачити батарею САУ бригади під Новоганнівкою за координатами 48°26′29″ пн. ш. 39°31′07″ сх. д. / 48.44139° пн. ш. 39.51861° сх. д.
Під час боїв за Дебальцеве було зафіксовано використання бронетехніки, зокрема БМП-2, з тактичними знаками 136 бригади і символікою проросійських бойовиків.
Військовослужбовці 136 ОМСБр, що брали участь у бойових діях на Донбасі, були нагороджені державними відзнаками Росії.
Брала участь у повномасштабному вторгненні Росії в Україну, наступаючи з Криму. У березні 2022 року близько 300 військовослужбовців бригади відмовилися брати участь у вторгненні, повернулися до Росії та подали рапорти про звільнення.

## Втрати
З розслідувань пошуковців, відкритих джерел та публікацій журналістів відомо про деякі втрати 136 ОМСБр: 